# НТТ Докомо Ред Харрикейнз
НТТ Докомо Ред Харрикейнз (яп. NTTドコモレッドハリケーンズ, англ. NTT Docomo Red Hurricanes) — японский регбийный клуб, выступающий в Топ-Лиге. Образован в 1993 году, спонсором является компания NTT Docomo.

## Краткая история
До 2008 года спонсором команды и руководящей организацией была компания NTT Docomo Kansai, однако после реструктуризации компании в 2008 году основным спонсором стала непосредственно NTT Docomo.
За время выступлений в японской Топ Лиге клуб не поднимался выше 11-го места (сезон 2014/2015). По итогам сезонов 2015/2016 и 2017/2018 клуб вылетал из Топ Лиги, занимая последние места в регулярном первенстве и проигрывая переходные матчи за право остаться в Топ Лиге. Сезон 2019/2020 не был завершён из-за пандемии COVID-19: клуб на момент остановки соревнований провёл 6 матчей, одержав всего одну победу и проиграв все остальные встречи.
С 15 мая 2020 года главным тренером команды является южноафриканский тренер Йохан Аккерман, ранее тренировавший английский «Глостер».

## Достижения
- Чемпион Топ Челлендж Лиги[англ.]: 2018
- Чемпион Топ Лиги Запада[яп.]: 2010, 2016

## Текущий состав

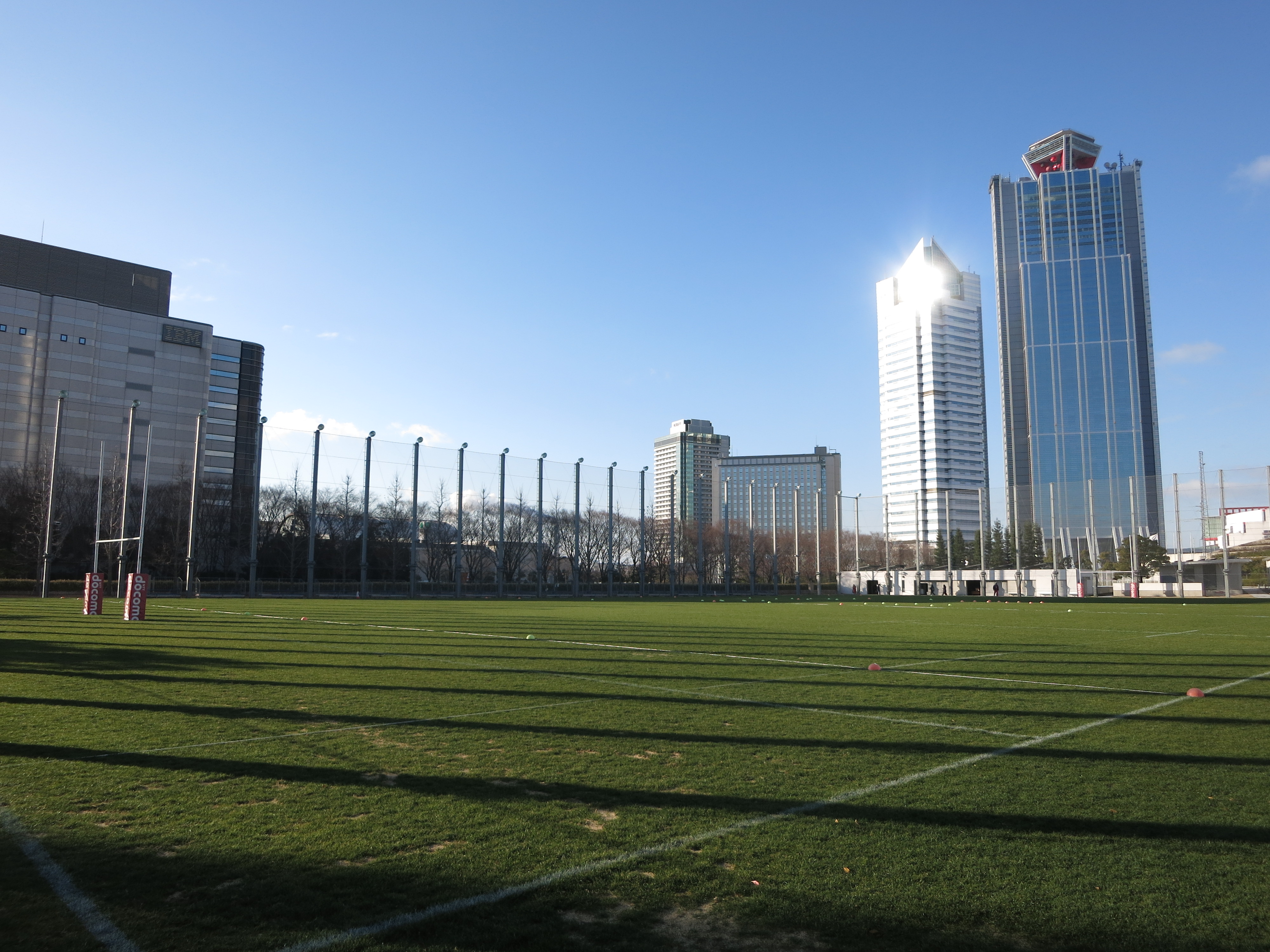
Домашний стадион клуба

Заявка на сезон Топ-Лиги 2021 года:
| Пропы - Ким Рём - Хируси Китадзима - Кадзума Нисикава - Ёсуке Нисиюра - Сюн Окабэ - Мунетака Сасида - Тацуро Сугимото - Хенкус ван Вик - Рикю Ямакава Хукеры - Франко Мараис - Масаки Мидорикава - Хиромити Сакамото - Хироаки Усихара - Синсуке Ёсида Локи - Лоуренс Эразмус - Тацунари Фудзита - Юта Кодзима - Синъя Осуги - Тору Сугисита - Ёитиро Цутия - Руан Вермак | Фланкеры и восьмые - Ли Чхи Ён - Ёсуке Это - Тайлер Пол - Таро Сато - Кейсуке Син - Вимпи ван дер Вальт - Дайсуке Ёкояма Скрам-хавы - Тацу Хамано - Иппэй Хата - Акира Иноуэ - Ти Джей Перенара - Тосихиро Яманути Флай-хавы - Марти Бэнкс - Эй Кавамуко - Такуя Одзи - Оуэн Уильямс | Центровые - Дайсуке Иба - Ким Ён Хи - Масаки Кобаяси - Мифипосети Паэа - Бенджамин Сондерс - Каору Цурута - Самисони Туа Винги - Такахито Кунай - Томохиро Курата - Йосефа Лилидаму - Маказоле Мапимпи - Кук Сигено - Ларри Сулунга Фулбэки - Том Маршалл - Сёта Такано - Канта Ямамото |
| | | |
| Жирным выделены игроки, сыгравшие хотя бы один матч за национальную сборную. | | |

## Известные игроки прошлых лет
- Исраэль Фолау
- Милс Мулиаина
- Семо Ситити
- Сирели Бобо
- Хандре Поллард
- Эбен Этзебет
- / Джеймс Эрлидж